# Венский конгресс
Венский конгресс 1814—1815 годов (фр. Congrès de Vienne, нем. Wiener Kongress) — общеевропейская конференция, в ходе которой была выработана система договоров, направленных на восстановление феодально-абсолютистских монархий, разрушенных французской революцией 1789 года и наполеоновскими войнами, и были определены новые границы государств Европы. В конгрессе, проходившем в Вене с сентября 1814 по июнь 1815 года под председательством австрийского дипломата графа Меттерниха, участвовали представители всех европейских государств, кроме Османской империи. Переговоры проходили в условиях тайного и явного соперничества, интриг и закулисных сговоров.

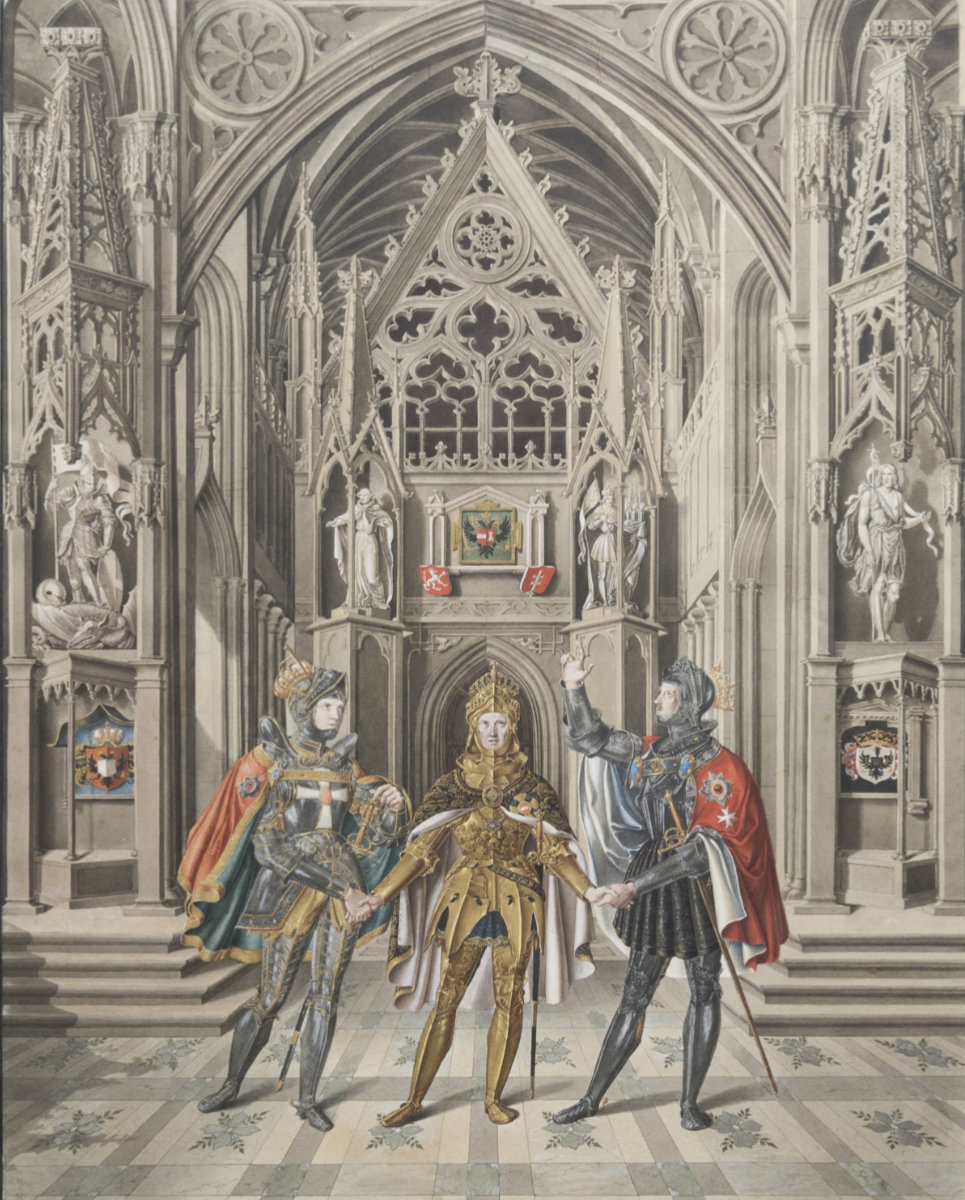
Г Оливье. Свящённый союз. 1815. Бумага, гуашь. Картинная галерея, Дессау. Представлены: император России Александр I (слева), император Австрии Франц I (в центре) и прусский король Фридрих Вильгельм III (справа), облачённые в рыцарские доспехи перед алтарём готического храма

## Страны и представители
- Россия, на конгрессе представляли Александр I, К. В. Нессельроде и А. К. Разумовский (в работе спецкомиссий принимали участие Иоганн фон Анстетт, Г. О. Штакельберг, Карл Осипович Поццо ди Борго и И. Каподистрия);
- Великобритания — Р. С. Каслри и А. У. Веллингтон;
- Австрия — Франц I, К. Меттерних,
- Пруссия — К. А. Гарденберг, В. Гумбольдт,
- Франция — Шарль Морис де Талейран-Перигор
- Португалия — Педро де Соуза Гольштейн де Палмела
- Швеция — граф Карл Аксель Лёвенхельм
- Испания — Педро Гомес Лабрадор[англ.]

## Решения
Все решения Венского Конгресса были собраны в Заключительном акте Венского Конгресса. Конгресс санкционировал включение в состав нового королевства Нидерландов территории Австрийских Нидерландов (современная Бельгия), однако все остальные владения Австрии вернулись под контроль Габсбургов, в том числе Тернополь, Тироль, Иллирийские провинции, Ломбардия и Венеция. На престолах в герцогствах Тоскана, Парма и Модена были восстановлены Габсбурги.
Дания, бывшая союзница Франции, лишилась Норвегии, переданной Швеции. В Италии была восстановлена власть Папы Римского над Папской областью, а Бурбонам вернули Королевство обеих Сицилий. Был также образован Германский союз.
Часть созданного Наполеоном герцогства Варшавского вошла в состав Российской империи под названием Царство Польское, а российский император Александр I становился и польским царём. Западные земли Великой Польши с городом Познанью и польское Поморье возвращались Пруссии, которой также досталась часть Саксонии, значительная территория Вестфалии и Рейнской области. Появилось новое образование — Вольный город Краков. Этот раздел Польши между Россией и Пруссией в исторической науке иногда выделяется как «Четвёртый раздел Польши».
Состоялось международное признание нейтралитета Швейцарии. Провозглашение политики нейтралитета оказало определяющее воздействие на последующее развитие Швейцарии. Благодаря нейтралитету ей удалось не только уберечь свою территорию от опустошительных военных конфликтов XIX и XX веков, но также стимулировать развитие экономики поддержанием взаимовыгодного сотрудничества с воюющими сторонами.

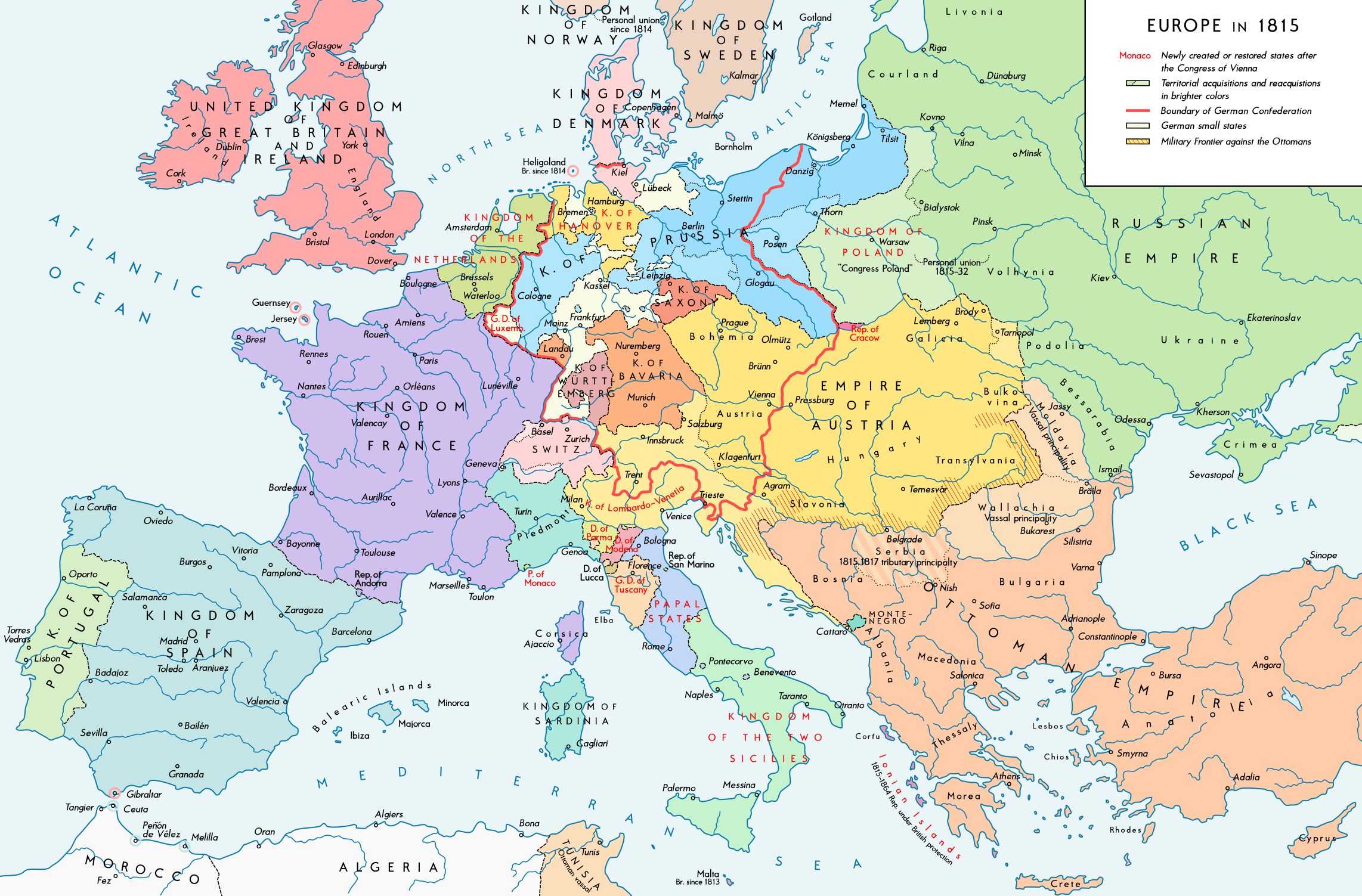
Карта Европы по итогам Конгресса
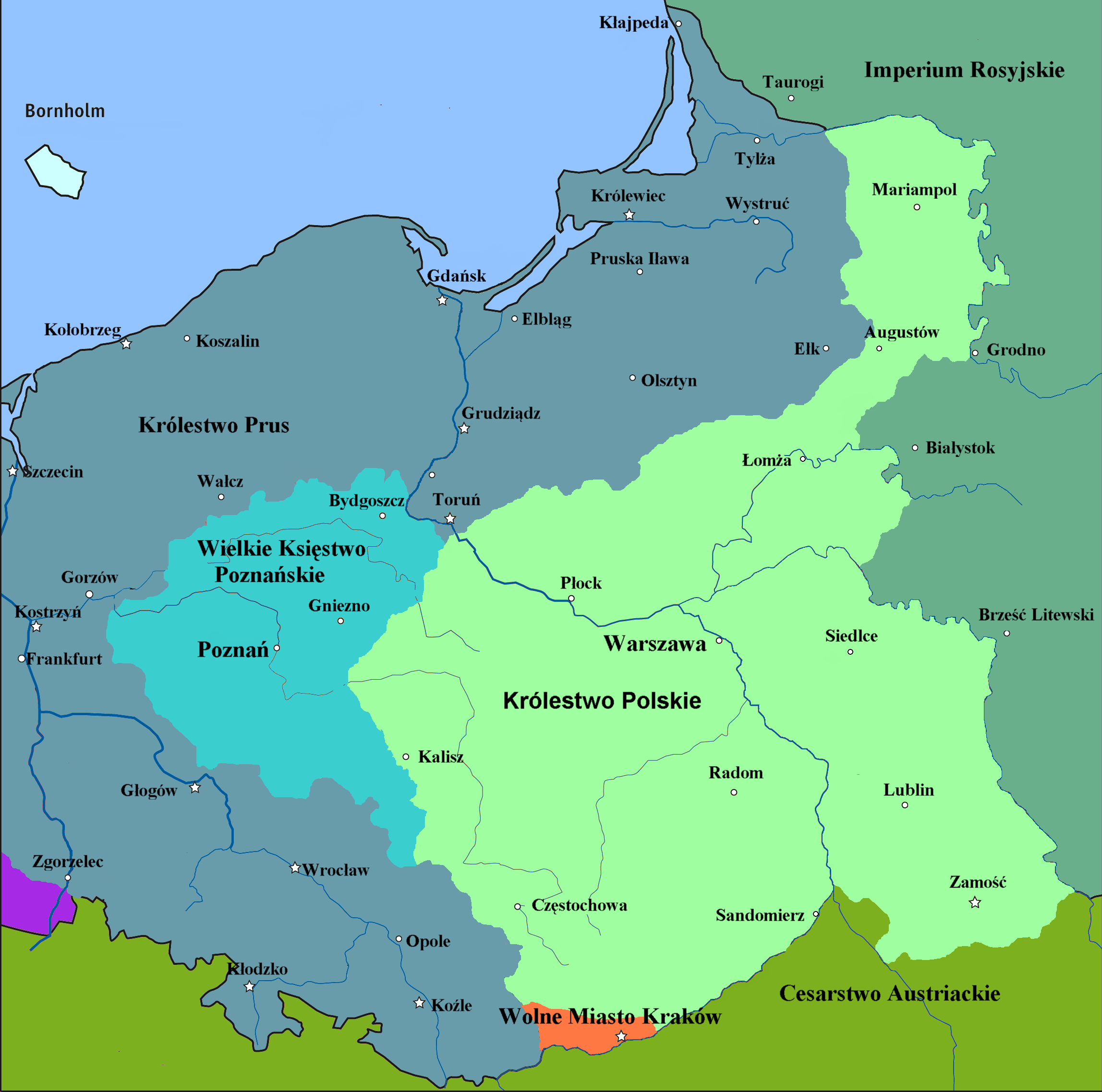
Раздел Польши по итогам Конгресса

## Значение
Конгресс определил новую расстановку сил в Европе, сложившуюся к концу наполеоновских войн, на долгое время обозначив ведущую роль стран-победительниц — России, Пруссии, Австрии и Великобритании — в международных отношениях.
В результате конгресса сложилась Венская система международных отношений, и был создан Священный союз европейских государств, имевший целью обеспечение незыблемости европейских монархий.